# 臺灣昆蟲學史
臺灣昆蟲學的研究歷史，在台灣被正式納為清朝版圖後，才以地方志的型式被記載，主要記錄於地方志中的風土志中。19世紀前雖有西方科學家、醫生、教會人士至台灣進行昆蟲研究，但鮮少出現在地方志中。台灣進入日治時期後，在台灣從事昆蟲研究的日人漸多，日人陸續成立的學校中，也有昆蟲學相關的課程，但日治時期在台灣從事昆蟲研究的學人，仍以日本人居多，其研究也登刊於相關期刊上。除學校外，也陸續成立農事試驗場、博物館、研究所，進行昆蟲、害蟲的觀察、防治和採集等工作。

## 清治時期
台灣清治時期相關的昆蟲記載，主要可在地方志中看到，台灣西部在1687年被清朝納入版圖後，隸屬於福建的範圍，在當年由福建巡撫金鋐主編出版的《福建通志》的物產中，即有關於昆蟲的簡述。1695年高拱乾編撰出版的《台灣府志》(俗稱《高志》)卷七＜風土志．土產＞有16種昆蟲的記載，部分昆蟲附有註解，和1724年出版的《諸羅縣志》的＜物產志．藥之類＞和＜物產志．蟲之屬＞，常被後續編撰的地方志所引用。
1719年陳文達等人編寫出版的《鳳山縣志》中，列舉了15種昆蟲，也在描述中指出蚊蠅等害蟲和其滋生源的關係，是和其他地方志不同之處。1720年，陳文達和王禮等人合編《台灣縣志》，關於昆蟲的記述達17種，其中關於蜂類已分有長腰蜂(長腳蜂或細長腳蜂)、虎頭蜂(雞尿蜂)和蜜蜂，也首次出現蜣螂(糞金龜)的介紹。
清朝乾隆年間(1736年-1795年)提及台灣昆蟲的地方志共有八本，但多與前人編撰的內容相近，其中劉良壁等人編寫的《重修福建台灣府志》的＜風俗志．物產．蟲之蟲＞所介紹的昆蟲增加到19種；范咸等人編著的《重修台灣府志》增加了螳螂的介紹。1752年王必昌等人編的《重修台灣縣志》記錄的昆蟲達22種。
1832年，周璽等人編寫《彰化縣志》，增加了蚇蠖、蠶、蠓、蛆、切葉蜂、蠮螉等24種蟲名，也將蟬分成五種加以記述，和其他地方志比較，有較為詳細的昆蟲介紹。1859年英國人史溫侯出版的《台灣旅行記》中也有關於昆蟲的記錄，這份記錄成為台灣昆蟲最早的西文記錄。1895年蔣師轍主編的《台灣通志》發行，是清末最大的台灣地方志，其中記錄的昆蟲達30種。
雖然在18世紀，開始有西方人士到台灣從事昆蟲研究，但其研究結果多送回其國家作進一步的研究，甚少出現在台灣相關的地方志中。而以地方志型式所記錄的昆蟲學，也和西方的博物學研究記錄方法不同，地方志中的昆蟲學記錄方式，主要為本草學的觀點，記錄的昆蟲以和人類有關或是常見的昆蟲為主。
在此時期地方志中出現的昆蟲包括蜂、蟬、蟻、蝶、蛾、蠅、蚊、螢、蜾蠃、蜻蜓、蜣螂、螳螂、螽斯、蠹(衣魚)、蟑螂、蟋蟀、毛蟲、螟蛉、胡蜂、竈馬、斑貓、水龜等。

### 此時期的西方人在台昆蟲研究
此時期與台灣昆蟲研究相關的人物主要是西方為擴展海權的隨行研究員、外交官、傳教士、醫師和專門的標本採集人等。
最早在台灣從事昆蟲相關採集研究的人員，是英籍調查船薩瑪蘭號(H. M. S. Samarang)的軍醫亞瑟·亞當斯(Arthur Adams)。他曾在新加坡、香港、日本南方、韓國濟州島和台灣海域航行，航行途中曾登上綠島進行採集，但未經整理就和此行其他地點採集的結果交給大英博物館，大英博物館將此批標本的採集地皆標上「Korea」，造成後續研究調查的不便。因此英國人史溫侯在台灣昆蟲學貢獻，而被稱為是台灣昆蟲研究的第一人。
史溫侯（Robert Swinhoe）在台灣的昆蟲學貢獻主要以標本採集為主，他並未發表相關的昆蟲報告，他在台灣的四年期間(1862-1866)所採集到的標本，交給亨利·貝茲、華萊士、摩爾(F. Moore, 1830-1903)等人研究，其中交給貝茲的甲蟲有285種，經分類後，有一個新屬和分別屬於7科的38個新種，其中多種新種以史溫侯的名字(swinhoei)命名。華萊士和摩爾研究蝶蛾類的標本記載中，共有46種蝶和93種蛾，雖然指出其中5種為新種，但在後續的研究中發現實為同種異名。他們在1866年分別發表的兩篇科學報告，是關於台灣昆蟲首次的科學性報告。直到1895年，還有8篇關於台灣的科學報告是以史溫侯所採集的昆蟲標本加以觀察研究後所發表。
和台灣昆蟲學相關的傳教士有德馬太醫師，他是英國長老教會的醫療宣教士。
1866年到台灣的萬巴德醫生，主要致力於麻瘋、瘧疾等熱帶傳染病上。1886年-1892年在台行醫的蘇格蘭醫師勒尼(A. Rennie)除了行醫之外，也採集蝶類標本。1876年起開始擔任淡水海關長的赫布遜(H. E. Hobson)，在台任職期間，於淡水、高雄、恆春等地採集的蝴蝶標本達200多種，經其他科學家研究之後，原將40多種以新種發表，但在後續的研究中發現多數為同種異名，只有黃蝶(Eurema hecabe hobsoni)和圓翅紫斑蝶(Euploena leucostictos hobsoni)重新分類為新的亞種。赫布遜本人主要以採集為主，並未發表進一步的研究報告。1894年至1895年任職於淡水海關的英人拉圖雪對於台灣動物的研究也有諸多貢獻，拉圖雪主要研究鳥類，但對於其他動物的採集也有涉獵，在他的旅行手記和研究報告中，曾提到鵝鸞鼻發現黃裳鳳蝶，未有以拉圖雪為學名的昆蟲，但他的名字可見於台灣螲蟷(Latouchia formosensis Kishida)這種蜘蛛上。
直到1895年之前，共有27篇關於台灣昆蟲的科學性報告。
1893年10月，動物採集人霍斯特(Holst, ?-1895，中文名何必虞)至台灣進行動物標本採集，他所採集的標本以鳥類為主，也有兩棲類、爬蟲類、魚類等標本，1899年和1900年陸續有學者根據霍斯特所採集的昆蟲標本，發表了和台灣爺蟬、台灣熊蟬和紅豔天牛等研究報告。1901年有學者根據他的採集，發表了荷氏阱網蛛的研究報告，是首篇關於台灣產蜘蛛的報告。
除了西外人之外，因牡丹社事件而隨日本軍隊來台的植物學家栗田萬次郎是在台灣進入日治時期前知名的昆蟲研究員。

## 日治時期
1895年，台灣納入日本殖民統治的範圍。由於殖民地的物產將作為日本經濟發展的需要，在昆蟲學的研究領域中，除了分類學外，和樟樹、甘蔗和茶樹等經濟作物的病蟲害學也隨之發展起來，許多和昆蟲相關的研究人員，也多有農事試驗所的背景，部分研究也隨當時流行的植物病蟲害進行，其中以素木得一為此時期台灣昆蟲界的靈魂人物。除了作物相關的昆蟲之外，和熱帶、亞熱帶相關的昆蟲媒介傳染病研究，也在此時期開始發展。
1908年台灣博物館成立，1910年台灣博物學會也隨之成立，1911年學會刊物《台灣博物學會會報》正式發行，在1-99號中，昆蟲相關報告篇數約185篇，占全部篇數不到五分之一；但在100-199號中，昆蟲相關的報告達299篇，占總篇數三分之一以上。而博物館的刊物《科學の台灣》於1933年11月28日正式發行，為雙月刊，共發行54號，266篇報告，但其中與昆蟲相關的報告並不多。

## 民國時期
1980年中華昆蟲學會成立，2001年時改名為臺灣昆蟲學會，定期出版刊物《台灣昆蟲通訊》，負責舉辦年會、研討會等活動。